# گرتروده
گرتروده (به آلمانی: Gerterode) یک شهر در آلمان است که در آیشسفلد واقع شده‌است. گرتروده ۴۱۵ نفر جمعیت دارد.